# جون جيبسون (لاعب كرة قدم إسكتلندي)
جون جيبسون (بالإنجليزية: John Gibson)‏ (29 مايو 1989 بغلاسكو في المملكة المتحدة - ) هو لاعب كرة قدم إسكتلندي في مركز حراسة المرمى. شارك مع منتخب إسكتلندا تحت 19 سنة لكرة القدم. أما مع النوادي، فقد لعب مع دندي يونايتد ونادي دندي ونادي سليغو روفرز ونادي كلايد وإلغين سيتي ‏ ونادي ألوا أثليتيك ونادي مونتروز لكرة القدم وفورفار أثلتيك ‏.

## وصلات خارجية
- جون جيبسون على موقع قاعدة بيانات كرة القدم.إي يو (الإنجليزية)
- جون جيبسون على موقع قاعدة بيانات كرة القدم.إي يو (الإنجليزية)
- جون جيبسون على موقع Soccerway.com (الإنجليزية)